# Air Zermatt
 (février 2013).
Air Zermatt AG est une compagnie aérienne suisse fondée en 1968 par Beat H. Perren dont le siège est à Zermatt. Au même titre qu'Air-Glaciers, Air Zermatt assure le sauvetage aérien dans une partie du Valais surtout aux alentours du Matterhorn (Cervin), des vols touristiques, de l'héliski et des vols de transports. 
Les vols de transports représentent 60 % du temps de vol annuel. L'entreprise compte 35 000 sauvetages. Ce nombre est passé de 90 en 1968 à plus de 1 600 en 2012. 
Air Zermatt a aussi reçu 3 Heroism Awards (1972, 1976 et en 2010).

## Histoire
Air Zermatt a été fondé dans le but de pouvoir secourir des alpinistes en danger en haute montagne.
En 1968, le directeur de la compagnie obtient son premier hélicoptère, financé uniquement par lui-même. C'était un Agusta-Bell 206A. 
1969 marque l'arrivée de l'Alouette III. Air Zermatt a été la première compagnie à utiliser le trépied qui sert à sortir des personnes piégées dans une crevasse.
En 1973, elle à été la première société à avoir un médecin pour ses hélicoptères. Le 1er septembre 1980 a été inaugurée la base de Rarogne qui est leur deuxième base.
En 1983, Air Zermatt a uniquement des anesthésistes à la base. Aujourd'hui, on ne peut pas trouver mieux dans un hélicoptère de secours. La corde utilisée avant pour sauver les alpinistes allait jusqu'à 65 mètres. Maintenant elle va jusqu'à 200 mètres. Tout le matériel mis au point par Air Zermatt est aujourd'hui le standard international.
Le 9 mars 2020, dans un communiqué de presse, nous apprenons que les compagnies Air-Glaciers et Air Zermatt souhaitent se "diriger vers un avenir commun". Les entreprises garderont leur propre conseil d’administration et leur PDG.
Depuis 2023, la REGA conteste l'attribution du marché du sauvetage héliporté valaisan à Air-Glaciers & Air Zermatt auprès du Conseil d'État Valaisan.
Le 29 juillet 2025, Air Zermatt a appris le décès de son fondateur, Beat H. Perren, à l'âge de 95 ans.

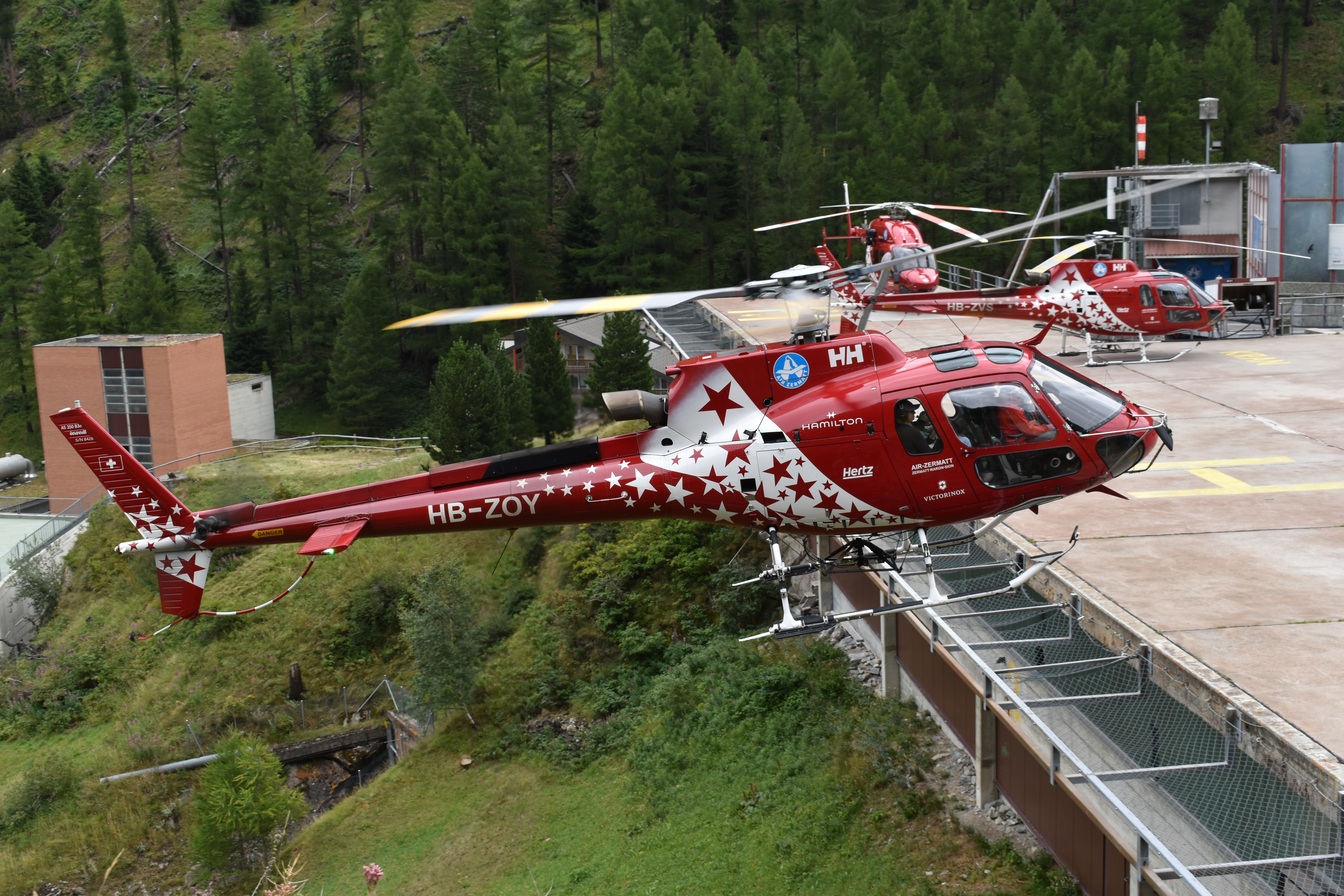
Un H125 à l'héliport de Zermatt

## Flotte

### Flotte actuelle
La flotte est composée de 9 hélicoptères (Juillet 2025):
- 3 Bell 429
  - HB-ZSU, HB-XDA, HB-ZOZ
- 6 Eurocopter AS 350 B3e Écureuil (H125)
  - HB-ZUO, HB-ZVS, HB-ZLW, HB-ZOY, HB-XCL, HB-XDI

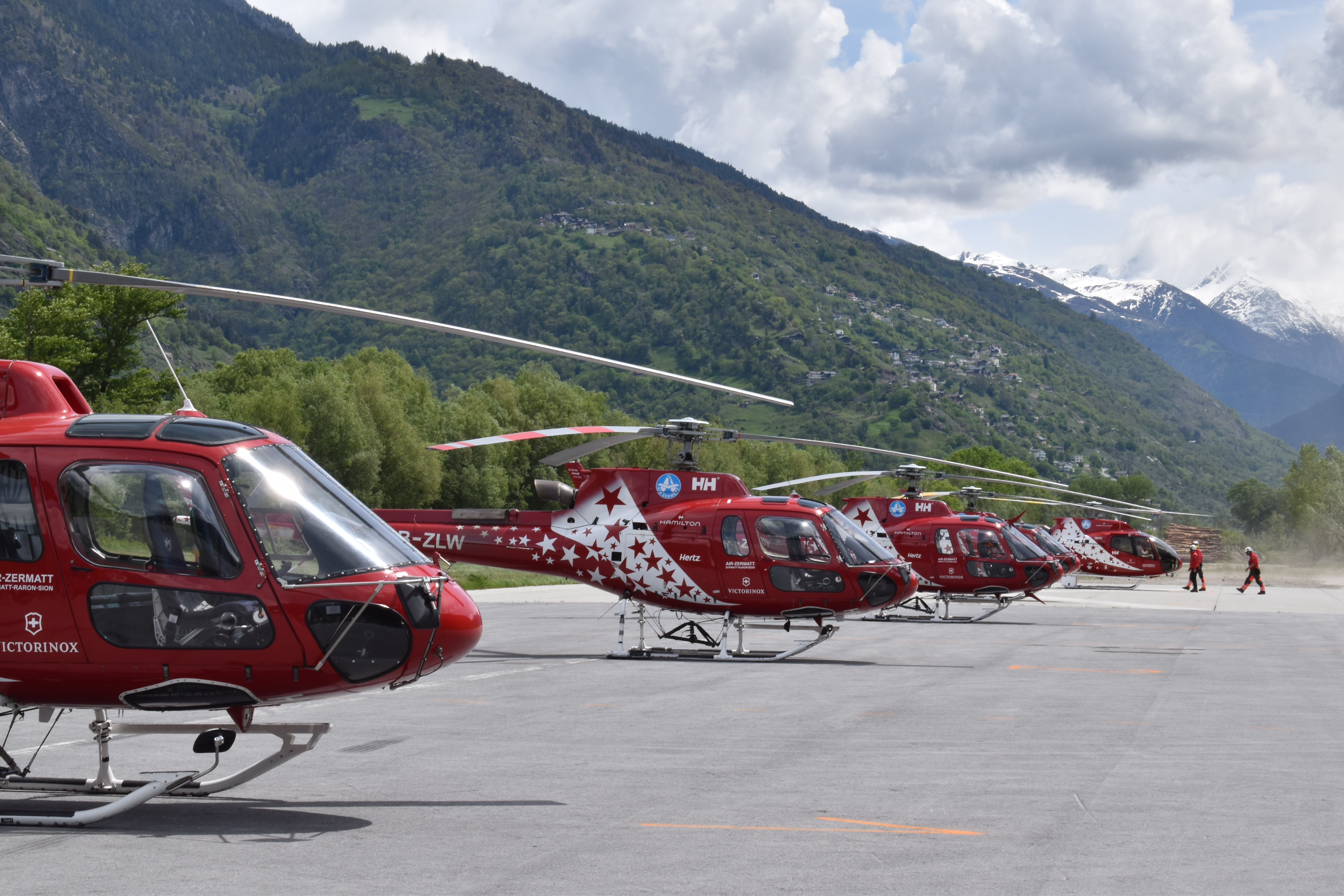
Une partie de la flotte en 2023 lors du Swiss Helicopter Day à l'héliport de Rarogne

### Retirés du service

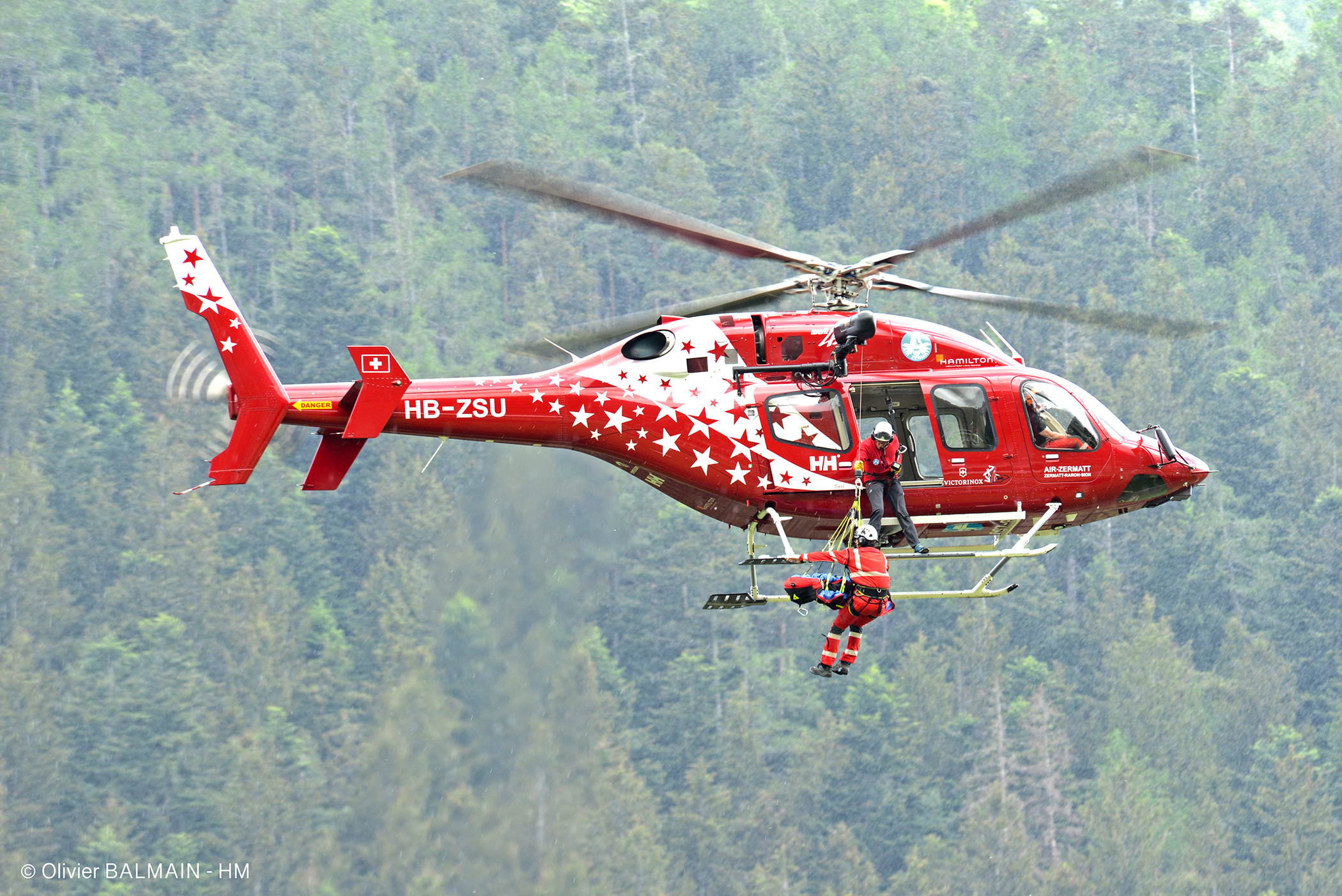
Un des Bell 429 (Susi) en exercice de treuillage à Rarogne

- EC130 T2
- EC135 T1, T2 & T2+
- AS350 Ecureuil B1, B2
- SA315B Lama
- SE313B Alouette 2
- SA316B Alouette 2
- SA316B Alouette 3
- SA342J GazelleUn des Bell 429 (Susi) en exercice de treuillage à Rarogne
- SA330J Puma
- Bell 412
- Agusta-Bell 206A
- Bell 407
- Bell 47J

## Bases d'opérations
- La base de Zermatt (VS) est le siège social de l'entreprise et site historique.

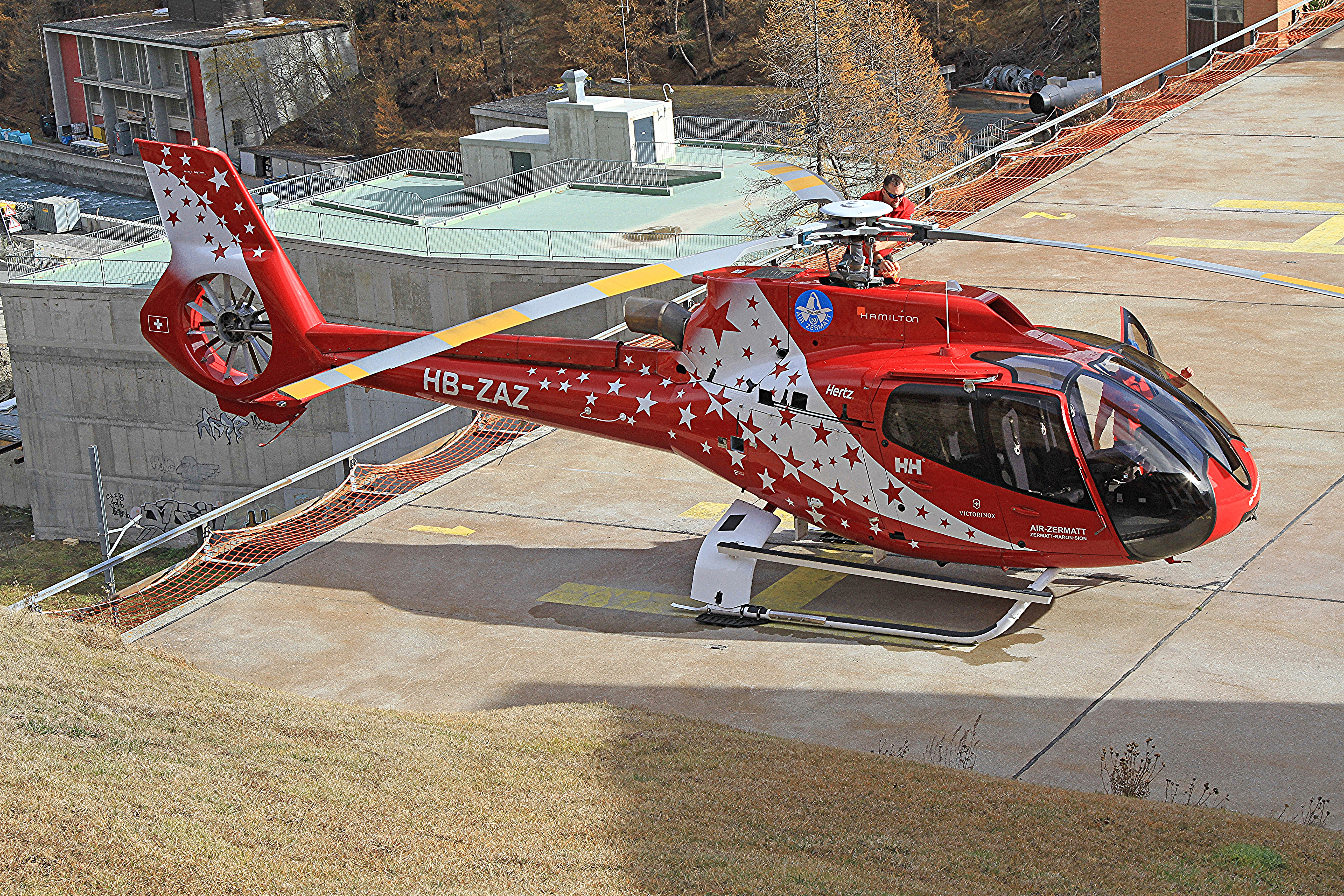
L'ancien H130 que la compagnie possédait

- L'ancien H130 que la compagnie possédaitLa base de Raron (VS) s'occupe de la maintenance technique des machines ainsi que l'administration générale.
- La base de Gampel (VS) est équipée d'un Bell 429.
- L'aéroport de Sion (VS) sert de point de départ ou d'arrivée pour des vols de plaisance.

## Identité visuelle

### Logotype
Depuis 1968, le logo reste inchangé mis à part quelques modifications sur la police d'écriture au fil des années.
En 2018, Air Zermatt se dote d'un logotype spécial pour ses 50 ans. Il comporte la mention 1968-2018 sur les “pales“ et le chiffre 50 sur la zone bleue.

### Livrée des machines
La livrée actuelle à été mise au point dans les années 2000 et est apparue en premier sur un Lama. Mis à part quelques modifications mineures, le design est resté inchangé et connu à l'international. Auparavant, les machines étaient généralement simplement rouges ou blanches / rouges avec le blason du Canton du Valais.

## Sponsors

### Actuels
- Helly Hansen
- Hamilton
- Hertz
- Victorinox

### Anciens
- Tom Tailor
- Mammut
- Scarpa
- Mountain Hardwear
- Swisscom

## Médias / Séries
- Sauvetages en haute montagne, 2 saisons, TSR (2008) (7 épisodes pour la saison d'été et 3 pour la saison d'hiver)
- Sauvetages en Himalaya, RTS (2012)
- The Horn, Red Bull TV (2015)
- Interventions en urgence, Arte (2023)

## Héliski
Air Zermatt organise des vols héliski en Suisse, en Turquie (en coopération avec Turkey Heliski) et dans l'Himalaya.

## Coopération
Les pilotes et certains autres employés donnent leurs savoirs à des pilotes du Népal, de la Croatie, Russie, Turquie et du Chili.

## Fishtail Air
Fishtail Air est la société de secours en montagne dans l'Himalaya. Elle a été aidée beaucoup par Air Zermatt. Des pilotes d'Air Zermatt ainsi que le chef des secours de Zermatt ont été dans l'Himalaya pour former des pilotes. Des pilotes et des assistants de vols népalais ont aussi été formés à Zermatt. Mais le programme a été remis en question lors de la mort de deux pilotes. Ils effectuaient un sauvetage à l'Ama Dablam (6 812 mètres, la limite pour un hélicoptère étant à 7 000 mètres) car deux alpinistes très expérimentés étaient coincés à cause du mauvais temps et l'hélicoptère a heurté une paroi. Ceci laissant le deuxième alpiniste encore coincé. Il a quand même été sauvé.
Air Zermatt a continué le programme.

## Staff
| Collaborateurs en 1968                       | Collaborateurs en 2025                        |
| -------------------------------------------- | --------------------------------------------- |
| Pilotes : 1                                  | Pilotes : 17                                  |
| Assistants de vol : 0                        | Assistants de vol : 17                        |
| Mécaniciens : 1                              | Mécaniciens : 12                              |
| Collaborateurs à la centrale d'opération : 0 | Collaborateurs à la centrale d'opération : 27 |
| Paramedics : 0                               | Paramedics : 22                               |
| Total : 2 employés                           | Total : 95 employés                           |